# In vitro
In vitro ("em vidro") é uma expressão latina que designa todos os processos biológicos que têm lugar fora dos sistemas vivos, no ambiente controlado e fechado de um laboratório e que são feitos normalmente em recipientes de vidro.  Foi popularizada pelas técnicas de reprodução assistida (fertilização in vitro).
Em 1904 ocorreu o primeiro cultivo in vitro de crucíferas observando a necessidade de suplementação do meio mineral com sacarose para a germinação dos embriões bem como mostrando o efeito das diferentes fontes de nitrogênio sobre sua morfologia.
O primeiro trabalho que relatou sucesso na regeneração de plantas de Eucalyptus através do uso da cultura de células e de tecidos foi em 1969 usando explantes de E.citriodora. Em 1972 observou a produção de massas produzindo gemas e raízes que podiam ser subcultivadas produzindo plantas inteiras. Em 1975 obteve-se a partir de calos provenientes de explamplantes de hipocólito de E.alba. Em 1974 obteve-se clones de E.grandis a partir de exlpantes nodais. Em 1975 obteve-se clones a partir de expantes nodais de material juvenil e adulto.
A cultura in vitro, dentre outras utilidades, consiste em multiplicar assexuadamente partes de plantas (células, tecidos, órgãos ou propágulos), originando indivíduos geneticamente idênticos à planta mãe. É uma técnica adotada mundialmente por sua maior efetividade em capturar os ganhos genéticos obtidos por programas de melhoramento. Dentre as principais vantagens podemos citar a formação de plantios clonais de alto produtividade e uniformidade. Dentre as principais desvantagens podem ser citadas o risco de estreitamento da base genética dos plantios clonais.